# 龍耳手譯寶
龍耳手譯寶（英語：Silence Sign Language Interpretation App，縮寫：SSLIA）是由慈善機構「龍耳」推出的一款手機應用程式，旨在支援聾人和弱聽人士。該應用程式提供多項功能，包括最新消息的查閱、預約視像翻譯服務以及即時視像翻譯服務等，以滿足聾人和弱聽人士的需求。

## 背景
香港政府一直被關注團體批評對聾人及弱聽人士支援不足，翻譯服務及手語課程遠遠落後於歐美國家，令聾人及健聽人士在生活和溝通上出現誤會和困擾。有見及此，其中一個支援聾人的慈善機構「龍耳」推出手機應用程式，為聾人提供視像手語翻譯服務，讓聾人及弱聽人士得到適當的支援，並藉此消除聾人與健聽人士之間的隔閡。
「龍耳」早前獲政府資訊科技總監辦公室資助，開發這手機應用程式，用戶可透過該應用程式預約及使用即時視像翻譯服務。

## 基本要求

### 支援平台
- iOS
- Android

### 數據傳輸
使用流動網絡或是Wi-Fi（如果可用）傳送訊息及視像。

## 服務時間
服務時間為星期一至六，上午9點至晚上9時，星期日及公眾假期暫停服務。

## 預約流程
「龍耳手譯寶」是一個為聾人和弱聽人士提供手語翻譯服務的應用程式。它旨在方便聾人和弱聽人士預約手語翻譯服務，同時也鼓勵公眾人士下載該應用程式並申請成為會員。公眾人士成為會員後，可以預約時間通過視像通話進行即時手語翻譯，以便與聾人和弱聽人士進行溝通。成為永久會員只需支付30港元的入會費，而聾人和弱聽人士可以免費加入。此外，該應用程式還提供一個「非預約」的選項，以應對緊急情況。在有手語翻譯員當值的情況下，即使沒有預約，仍然可以提供服務，且不收取費用。
目前，有十多位義務手語翻譯員在工餘時間提供服務。他們將根據預約情況提供服務，如果某個時段沒有預約，則會接受即時訂單。